# Озарк средњовековна тврђава
Озарк средњовековна тврђава је пројекат осмишљен да изгради тачну реплику француског замка из 13. века у Лид Хилу, у Арканзасу. Изградња се врши на локацији користећи само материјале и технике које одговарају 13. веку. Пројекат је започен 2009. године, уз очекивање да ће се завршити за 20 година.
Пројекат је инспирисан дворцем Гуеделон у Француској, који је први покушај да се изгради средњовековни замак користећи прецизне методе изградње. Два француска држављанина која живе у Арканзасу су понудили да продају део своје земље за изградњу сличног утврђења. Продали су је и изградња је започета у јуну 2009. године.
У мају 2010. године, средњовековна тврђава Озарк је отворена за јавност. Посетиоци су имали прилику да виде изградњу и разговарају са костимираним радницима. Осим тога, почевши од 2011. године изложена је и збирка средњовековног опсадног оружја. Пројекат је био отворен сваког дана од 10 до 18 сати.
У јануару 2012. године пројекат затворен на неодређено време, јер му је потребан купац.